# Плотовинка
Плотовинка — посёлок в Володарском районе Астраханской области, входит в состав сельского поселения Сизобугорский сельсовет. Население 175 человек (2010).

## История
Посёлок судоремонтной базы имени Куйбышева был основан в 1936 году. В 1969 Указом Президиума ВС РСФСР посёлок переименован в Плотовинку.

## География
Село находится в юго-восточной части Астраханской области, в дельте реки Волги, по берегу р. Бушма и ерика Плотовинка. Уличная сеть состоит из двух географических объектов: ул. Береговая и ул. Дорожная.

## Население
| 2002 | 2010 |
| ---- | ---- |
| 194  | ↘175 |

Национальный и гендерный состав
По данным Всероссийской переписи, в 2010 году численность населения села составляла 175 человек (81 мужчина и 94 женщины, 46,3 и 53,7 %% соответственно).
Согласно результатам переписи 2002 года, в национальной структуре населения казахи составляли 64 %, русские 35 % из общего числа в 193 жителя.
| Национальность | Численность (2010) | Процент |
| -------------- | ------------------ | ------- |
| Казахи         | 105                | 60,7%   |
| Русские        | 68                 | 39,3%   |
| Всего          | 173                | 100%    |

## Инфраструктура
Действовала судоремонтная база

## Транспорт
Проходит  дорога регионального значения Астрахань -
Зеленга, идентификационный номер 12 ОП РЗ 12К 022. Остановка общественного транспорта «Плотовинка»
Просёлочные дороги.